# Berchères-les-Pierres
Berchères-les-Pierres és un municipi francès, situat al departament de l'Eure i Loir i a la regió de Centre – Vall del Loira. L'any 2007 tenia 946 habitants.

## Demografia

### Població
El 2007 la població de fet de Berchères-les-Pierres era de 946 persones. Hi havia 336 famílies, de les quals 56 eren unipersonals (28 homes vivint sols i 28 dones vivint soles), 118 parelles sense fills, 142 parelles amb fills i 20 famílies monoparentals amb fills.
La població ha evolucionat segons el següent gràfic:
Habitants censats

### Habitatges
El 2007 hi havia 375 habitatges, 355 eren l'habitatge principal de la família, 10 eren segones residències i 9 estaven desocupats. 369 eren cases i 4 eren apartaments. Dels 355 habitatges principals, 313 estaven ocupats pels seus propietaris, 36 estaven llogats i ocupats pels llogaters i 6 estaven cedits a títol gratuït; 5 tenien una cambra, 9 en tenien dues, 48 en tenien tres, 108 en tenien quatre i 185 en tenien cinc o més. 283 habitatges disposaven pel capbaix d'una plaça de pàrquing. A 126 habitatges hi havia un automòbil i a 206 n'hi havia dos o més.

### Piràmide de població
La piràmide de població per edats i sexe el 2009 era:
| Homes | Edats   | Dones |
| ----- | ------- | ----- |
| 0     | 95 o +  | 0     |
| 0     | 90 a 94 | 0     |
| 4     | 85 a 89 | 8     |
| 0     | 80 a 84 | 4     |
| 8     | 75 a 79 | 8     |
| 36    | 70 a 74 | 28    |
| 4     | 65 a 69 | 8     |
| 40    | 60 a 64 | 28    |
| 8     | 55 a 59 | 8     |
| 24    | 50 a 54 | 44    |
| 48    | 45 a 49 | 32    |
| 40    | 40 a 44 | 48    |
| 36    | 35 a 39 | 44    |
| 36    | 30 a 34 | 36    |
| 24    | 25 a 29 | 24    |
| 16    | 20 a 24 | 40    |
| 40    | 15 a 19 | 32    |
| 28    | 10 a 14 | 48    |
| 36    | 5 a 9   | 40    |
| 28    | 0 a 4   | 16    |

## Economia
El 2007 la població en edat de treballar era de 610 persones, 490 eren actives i 120 eren inactives. De les 490 persones actives 460 estaven ocupades (246 homes i 214 dones) i 31 estaven aturades (12 homes i 19 dones). De les 120 persones inactives 47 estaven jubilades, 43 estaven estudiant i 30 estaven classificades com a «altres inactius».

### Ingressos
El 2009 a Berchères-les-Pierres hi havia 365 unitats fiscals que integraven 966,5 persones, la mediana anual d'ingressos fiscals per persona era de 21.327 €.

### Activitats econòmiques
Dels 31 establiments que hi havia el 2007, 2 eren d'empreses extractives, 1 d'una empresa alimentària, 2 d'empreses de fabricació d'altres productes industrials, 5 d'empreses de construcció, 9 d'empreses de comerç i reparació d'automòbils, 3 d'empreses de transport, 1 d'una empresa d'hostatgeria i restauració, 2 d'empreses financeres i 6 d'empreses de serveis.
Dels 4 establiments de servei als particulars que hi havia el 2009, 1 era un guixaire pintor, 2 fusteries i 1 lampisteria.
L'únic establiment comercial que hi havia el 2009 era una fleca.
L'any 2000 a Berchères-les-Pierres hi havia 24 explotacions agrícoles que ocupaven un total de 1.792 hectàrees.

## Equipaments sanitaris i escolars
El 2009 hi havia una escola elemental.

## Poblacions més properes
El següent diagrama mostra les poblacions més properes.